# Nawyk
Nawyk – w terminologii psychologii zautomatyzowana czynność (sposób zachowania, reagowania), którą nabywa się w wyniku ćwiczenia (głównie przez powtarzanie).
Nawyk zautomatyzowany to wyuczony składnik zachowania się jednostki utworzony przez świadome uczenie się, poprzez z góry zamierzone ustalenie i automatyzację czynności pierwotnie nieautomatyzowanej. W glottodydaktyce tego rodzaju nawyki oprócz wspomnianego terminu nazywane są także: nawykami świadomymi (szkoła rosyjska) i nawykami generatywnymi (szkoła amerykańska)
W socjologii nawyk oznacza rutynowe, pozbawione refleksji działanie społeczne będące podstawą ładu społecznego. Zespół działań mających formę nawyków tworzyć może jednostkowe lub grupowe zwyczaje.
Nawyki dzieli się na ruchowe, językowe, myślowe i poznawcze.
Psychologowie i eksperci w dziedzinie behawioryzmu twierdzą, że wprowadzenie nowego nawyku w życie trwa około 20 do 70 dni. W praktyce często wskazywany jest okres 30 dni.